# Mięguszowiecki Filar

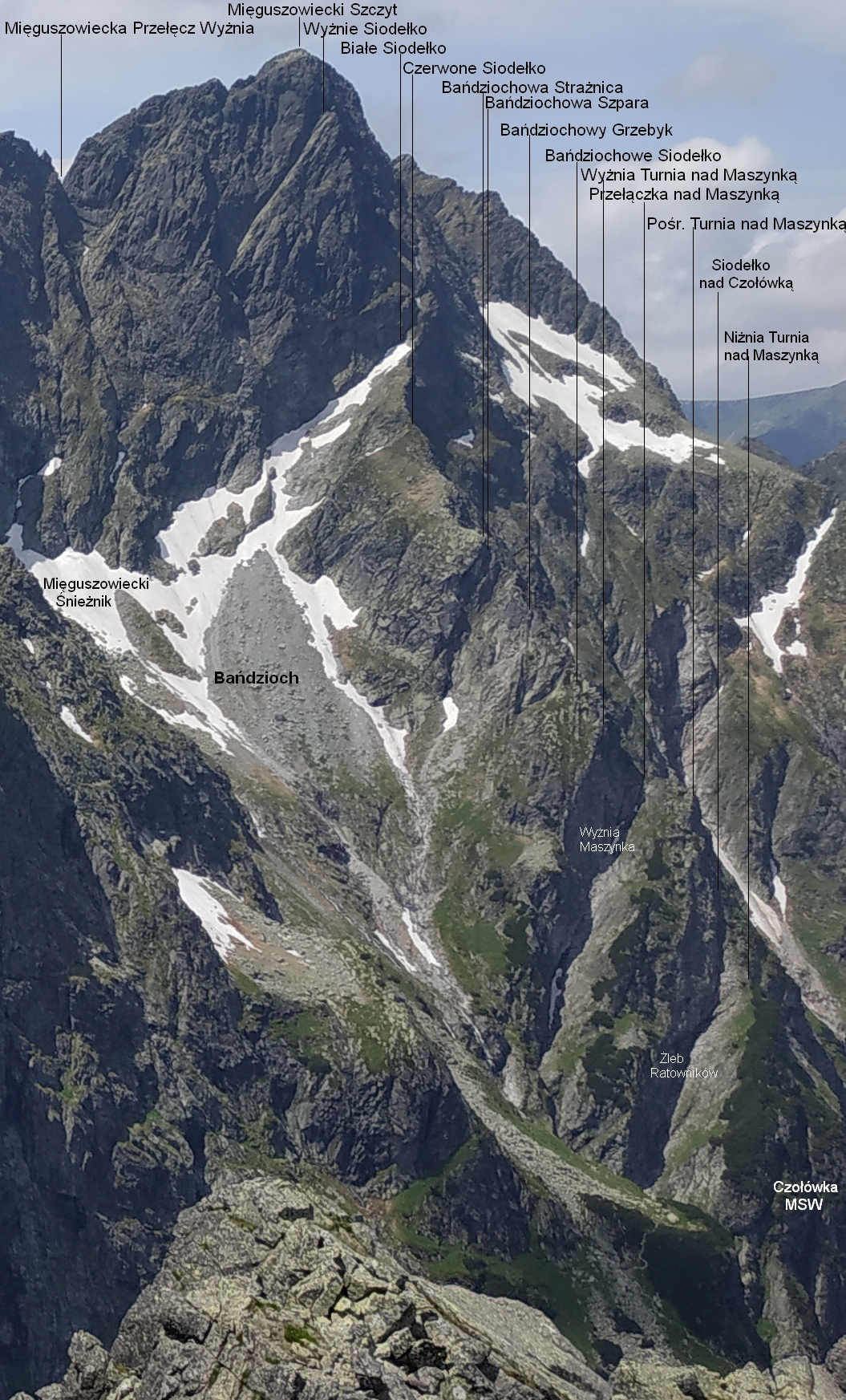

Mięguszowiecki Filar, w slangu taterników zwany Filarem Mięgusza – wypukła formacja skalna opadająca ze wschodniego wierzchołka Mięguszowieckiego Szczytu w kierunku północno-wschodnim w polskich Tatrach Wysokich. Ma wysokość około 880 m i składa się z trzech części o odmiennej budowie. Najniższa część to ściana o wysokości około 200 m, w slangu taterników zwana Czołówką MSW. Najdłuższa część środkowa to postrzępiona grań z wieloma turniami, turniczkami i siodełkami. Część górna o wysokości około 200 m to typowy filar oddzielający dwie ściany Mięguszowieckiego Szczytu; wschodnią i południową. 
W Mięguszowieckim Filarze w kolejności od dołu do góry wyróżnia się następujące obiekty:
1. Czołówka MSW
2. Lustro nad Czołówką,
3. Niżnia Turnia nad Maszynką (ok.1820 m),
4. Siodełko nad Czołówką (ok. 1820 m),
5. Pośrednia Turnia nad Maszynką (ok. 1915 m),
6. Przełączka nad Maszynką (ok.1910 m),
7. Wyżnia Turnia nad Maszynką ((ok. 1960 m),
8. Bańdziochowe Siodełko (ok. 1960 m),
9. Bańdziochowy Grzebyk,
10. Bańdziochowa Szpara (ok. 2100 m),
11. Bańdziochowa Strażnica (ok.2150 m),
12. Czerwone Siodełko (ok. 2250 m),
13. Białe Siodełko (ok.2250 m),
14. Wyżnie Siodełko (ok. 2370 m)[1].

Północno-wschodnim filarem wiedzie droga wspinaczkowa o tej samej nazwie. Wejście na nią znajduje się kilkanaście metrów na prawo od wylotu Maszynki do Mięsa. Droga ma deniwelację około 880 m, jej przejście latem przy dobrych warunkach zajmuje 6 godz., a trudności wyceniono na V w skali tatrzańskiej. Z obydwu stron filara dołącza do niej kilka dróg wspinaczkowych. Można się nimi wycofać, np. przy zmianie pogody.

## Pierwsze przejścia
- Pierwszymi ludźmi na Mięguszowieckim Filarze byli Stanisław Krygowski z przewodnikami Jędrzej Marusarz Jarząbek i Jan Stopka Ceberniak młodszy 2 sierpnia 1906 r. (przeszli od Czerwonego do Białego Siodełka)[1].
- Pierwsze przejście całego Mięguszowieckiego Filara (w dwóch etapach): Zbigniew Korosadowicz i Wawrzyniec Żuławski 27 i 29 sierpnia 1935 r. Pierwsze przejście jednodniowe: Czesław Łapiński i Stanisław Siedlecki 28 lipca 1946 r.[1]
- Pierwsze przejście solowe bez asekuracji: Jan Surdel w latach 60., Lech Skarżyński latem 1975 lub Konstanty Miodowicz latem 1977 r. Różne źródła podają różnie, a niepewność wynika z tego, że w owym czasie soliści byli prześladowani, więc nie publikowali przejść[1]
- Pierwsze przejście zimowe całej drogi: Jan Długosz i Andrzej Pietsch w dniach 28–31 marca 1956 r. Najszybsze przejście zimowe: 10 godz. 18 marca 1990 r.[1]